# Parc de Hyochang
Cet article concerne le parc historique. Pour la station de métro, voir Parc de Hyochang (métro de Séoul).
Le parc de Hyochang est un parc à Séoul en Corée du Sud. C'est à l'origine le cimetière de la reine consort Ui du clan Seong (hangeul : 의빈 성씨), de son fils unique (et du premier fils du roi Jeongjo), le prince héritier Munhyo (hangeul : 문효 세자), et du clan Sugeui Park (hangeul : 숙의 박씨), et était connu à l'époque sous le nom de Hyochangwon. L'Empire japonais transforme Hyochangwon en parc en 1924 et le gouverneur général japonais attribue le statut de parc au Hyochangwon en 1940. À la fin de l'ère de la colonisation japonaise de la Corée, alors que la tombe du prince héritier Munhyo est forcée d'être déplacée vers la tombe royale de Sepsam, Hyochangwon est devenu le parc Hyochang. 
Les restes de trois présidents du gouvernement provisoire de la République de Corée sont enterrés au parc de Hyochang : Lee Bong-chang, Yoon Bong-gil et Baek Jeong-gi, dont les tombes sont connues comme les tombes des trois martyrs. Il y a un tumulus temporaire pour An Jung-geun (1946), et Kim Koo est également enterré au parc de Hyochang après sa mort en 1949. Depuis lors, le lieu contient les tombes de plusieurs militants indépendantistes. 
Une cérémonie commémorative a lieu chaque année le 13 avril, date anniversaire de la mise en place du gouvernement provisoire. Le parc est désigné monument historique en 1989. En plus des tombes des martyrs patriotiques, le parc contient des équipements tels qu'une aire de jeux pour enfants, des installations sportives, le musée Kim Koo et une association de personnes âgées.

Parc de Hyochang
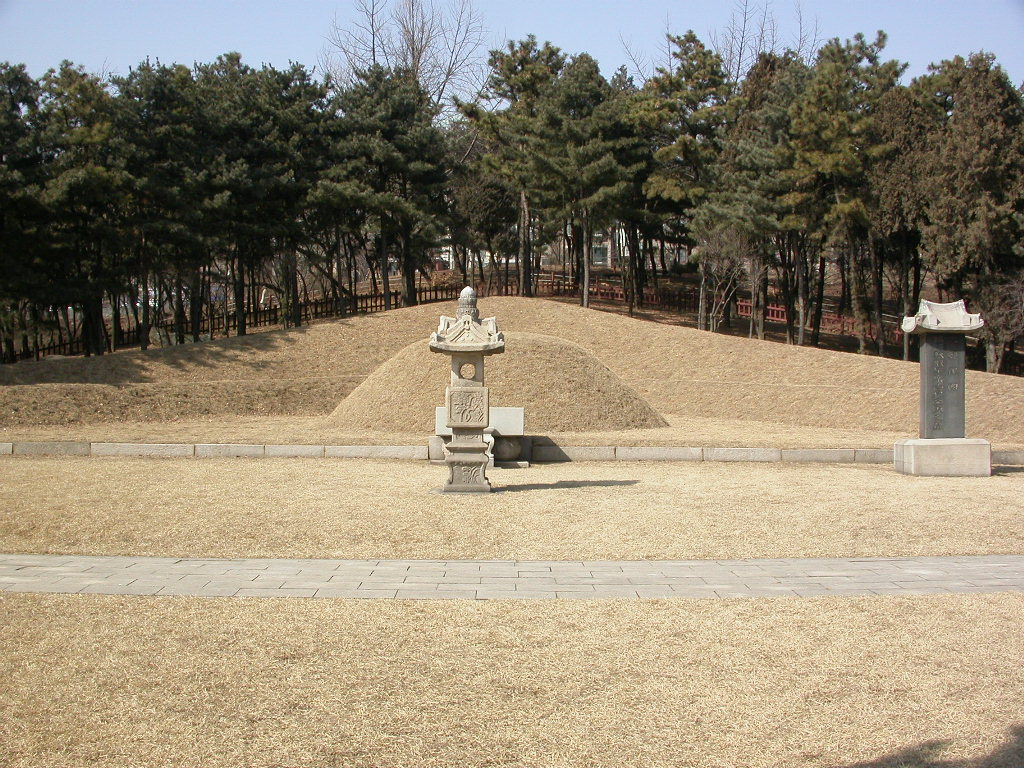
Tombe de Kim Koo.
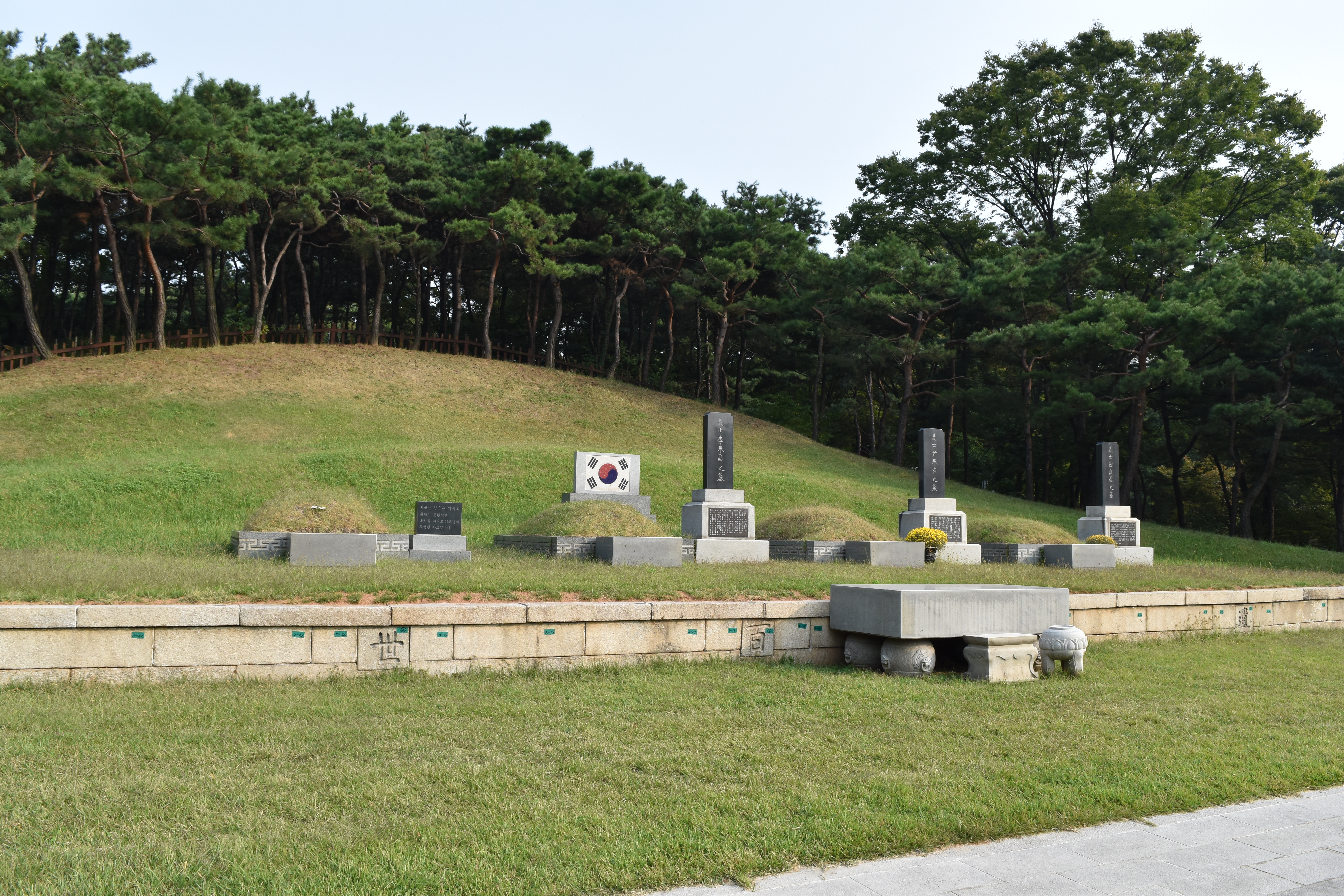
Tombes des trois martyrs.